# عملية تجارية كبرى (فلم)
عملية تجارية كبرى (بالإنجليزية: Big Business) هو فيلم كوميدي أمريكي لعام 1988، من بطولة بيت ميدلر وليلي توملن. من إنتاج توتشستون بيكشرز، ومن إخراج جيم أبراهامز.

## القصة
في عام 1948 تقوم ممرضة بتبديل توائم عن طريق الخطأ بعد ولادتهم في مستشفى ببلدة صغيرة - توأم لأسرة غنية وتوأم لأسرة فقيرة - حتى يتم إكتشاف ذلك بعد أربعين عامًا.

## طاقم التمثيل
- بيت ميدلر
- ليلي توملن
- فرد وارد
- إدوارد هيرمان
- ميكيل بلاسيدو
- دانيال جيرول
- باري بريموس
- مايكل غروس
- ديبورا رش
- نيكولا كوستر
- باتريشيا غاول
- نورما ماكميلان
- جو جريفاسي
- جون فيكري
- جون هانكوك
- ماري غروس
- سيث غرين
- ليو بورمستر
- لوسي ويب
- روي بروكسميث
- كارمن أرغنزينو
- تشيك هيرن
- شيرلي ميتشيل

## روابط خارجية
- مقالات تستعمل روابط فنية بلا صلة مع ويكي بيانات